# Lamen
Lamen är ett slags magisk symbol. Ursprungligen var den en metallplatta med magiska namn och symboler inristade. Den bars av magipraktiserande som ett skydd under ritualer. I moderna magisällskap bärs den vanligtvis som en maktsymbol av ledaren inom gruppen. Det är också ett hängsmycke som bärs runt halsen så det hänger över hjärtat.